# USA 17
USA 17 es el yate que ganó la Copa América de 2010. Inicialmente se denominó BMW Oracle Racing 90 (BOR90) por motivos de patrocinio.
El barco navegó bajo pabellón estadounidense y la grímpola del Club de Yates Golden Gate. Pertenece al equipo Oracle Team USA.
Es un trimarán con aparejo sloop diseñado por VPLP design (Van Peteghem Lauriot-Prévost design) y construido por Core Builders en Anacortes (Washington) en 2008. 